# Желтопоясничный болотный кассик
Желтопоясничный болотный кассик (лат. Pseudoleistes guirahuro) — вид птиц рода болотные кассики семейства трупиаловых. Обитает в Уругвае, южной Бразилии, на востоке Парагвая, а также в провинциях Мисьонес и Корриентес на северо-востоке Аргентины. Подвидов не выделяют.

## Описание
Данный вид птиц имеет гузку, плечи, а также живот жёлтого цвета. Основной цвет — тёмно-коричневый. Клюв тонкий. Голова черноватого цвета; грудь, спина и крылья черновато-коричневые.

### Половой деморфизм
Оба пола похожи. Желтопоясничные болотные кассики демонстрируют небольшую разницу в массе между полами: самцы в среднем весят 91,2 г, а самки — в среднем 81,9 г.

### Размер
Размер представителей данного вида составляет 25 см.

## Распространение
Обитает в Уругвае, южной Бразилии, на востоке Парагвая, а также в провинциях Мисьонес и Корриентес на северо-востоке Аргентины. Ареал желтопоясничных болотных кассиков в Бразилии совпадает с ареалом коричнево-жёлтого болотного кассика. 

## Среда обитания
Представители данного вида встречаются в заболоченных местах, а также в болотах. Желтопоясничные болотные кассики избегают безлесных мест.

## Образ жизни
Представители этого вида встречаются группами (большую часть года они образуют стаи), численность которых может доходить до 50 особей.
С сентября по ноябрь можно наблюдать одиночные пары, что указывает на начало периода размножения.

## Рацион
Желтопоясничные болотные кассики питаются наземными членистоногими и мелкими позвоночными.